# Carcelia hackeri
Carcelia hackeri là một loài ruồi trong họ Tachinidae.